# Феклія
Феклія (рум. Făclia) — село у повіті Констанца в Румунії. Входить до складу комуни Саліньї.
Село розташоване на відстані 160 км на схід від Бухареста, 44 км на захід від Констанци, 127 км на південь від Галаца.

## Населення
За даними перепису населення 2002 року у селі проживали 977 осіб, з них 973 особи (99,6%) румунів. Рідною мовою 974 особи (99,7%) назвали румунську.